# 高橋良斎
高橋 良斎（たかはし りょうさい、1856年 - 1923年）は、日本の医師、開業医、酒井伯爵家主治医、鶴岡地区大学卒医師第一号。

## 略歴
- 1856年（安政3年） - 出羽国鶴ヶ岡城下（現・鶴岡市）に高橋茂庵の長男として生れる。
- 進藤悠哉の医学舎に入門。
- 1880年（明治13年） - 東京大学医科大学別科卒業
  - 医学士号授与
- 1881年（明治14年） - 西田川郡に郡医が置かれ、副郡医に就任。
- 1883年（明治16年） - 鶴岡に開業する。（鶴岡地区大学卒医師第一号）
- 1886年（明治19年） - 西田川郡医業組合 結成
- 1907年（明治40年） - 町野范曹らと共に西田川郡医師会の設立に尽力。
- 1908年（明治41年） - 同好医会を結成し役員に就任。
- 1923年（大正12年） - 死去。享年68。総穏寺に墓がある。

## 家族親族
- 祖父：? - 酒造家
- 父：高橋茂庵 - 医師